# 大網膜
胃の下側（大弯）から下方へエプロンのように腸の前に垂れ下がった腹膜を大網（だいもう、英:Greater omentum）（大網膜）という。特に大網の上部は胃結腸間膜(gastrocolic ligament)と呼ばれる。大網は発生のはじめには薄く半透明であるが、次第に膜の結合組織を走る血管を中心にして脂肪組織やリンパ球、形質細胞などが集まるため黄褐色を呈するようになる。大網は移動性が豊かであるので、炎症の原因となる個所を包んで腹腔内全体への波及を防いでいる。このため、大網がまだ十分発達していない小児では虫垂炎が破裂すると腹腔内に拡がりやすい。大網は脂肪の貯蔵にも関係している。